# Sliač
Sliač (mađ. Szliács)  je grad u Banskobistričkom kraju u središnjoj Slovačkoj. Upravno pripada Okrugu Zvolen. 

## Povijest
Grad se stvoren spajanjem dvaju sela  Hájniky i Rybáre, a tek 1959. je dobio naziv "Sliač". Međutim, oba naselja su mnogo starija. Crkva u naselju Hájniky prvi put se spominje 1263., a postoji arheološki nalazi  Slavena koji su tu živjeli u 6. stoljeću. Neki dokazi pokazuje da je povijest naselja proteže do 2000 g. prije Krista. 
Grad je poznat po zračnoj luki Sliač jednoj od najvećoj u bivšoj Čehoslovačkoj.

## Stanovništvo
| Godina:     | 1993. | 2003.   | 2013.   | 2023.   |
| ----------- | ----- | ------- | ------- | ------- |
| Broj ljudi: | 4942  | 4848    | 5025    | 4761    |
| Razlika:    |       | -1,90 % | +3,65 % | -5,25 % |

| Godina:     | 2022. | 2023.   |
| ----------- | ----- | ------- |
| Broj ljudi: | 4811  | 4761    |
| Razlika:    |       | -1,03 % |

Grad je 2005. imao 4812 stanovnika.

### Etnički sastav
- Slovaci 96,1 %
- Česi 2,3 %
- ostali

### Religija
- rimokatolici 46,1 %
- ateisti 26,7 %
- luterani 22,1 %[6]

## Vanjske poveznice
- Službena stranica grada[neaktivna poveznica]
- Silač toplice  Arhivirana inačica izvorne stranice od 14. lipnja 2011. (Wayback Machine)
- Međunarodni aerodrom Silač  Arhivirana inačica izvorne stranice od 21. siječnja 2021. (Wayback Machine)
- Povijest toplica i grada (sl.)

## Ostali projekti
|  | Zajednički poslužitelj ima još gradiva o temi Sliač |